# Bok Tới
Bok Tới là một xã thuộc huyện Hoài Ân, tỉnh Bình Định, Việt Nam.
Xã Bok Tới có diện tích 104,62 km², dân số năm 1999 là 1354 người, mật độ dân số đạt 13 người/km².

## Hành chính
Xã Bok Tới được chia thành 5 thôn: T1, T2, T4, T5, T6.